# Buddington Peak
Der Buddington Peak (in Argentinien Monte Gómez) ist ein 235 m hoher Berg im Südwesten von King George Island im Archipel der Südlichen Shetlandinseln. Er ragt zwischen dem Collins Harbour und der Marian Cove auf.
Das UK Antarctic Place-Names Committee benannte ihn 1960 nach dem britischen Robbenjäger James Waterman Buddington (1839–1928), der die Südlichen Shetlandinseln in den 1870er und zuletzt zum Ende der 1880er Jahre besuchte und ab 1871 zur Wiederbelebung der Robbenjagd durch die Vereinigten Staaten beitrug. Namensgeber der in Argentinien gültigen Benennung ist ein Matrose der Korvette Uruguay, der an der Rettung von Teilnehmern der Schwedische Antarktisexpedition (1901–1903) von der Paulet-Insel beteiligt war.